# Искупительная речь Муссолини

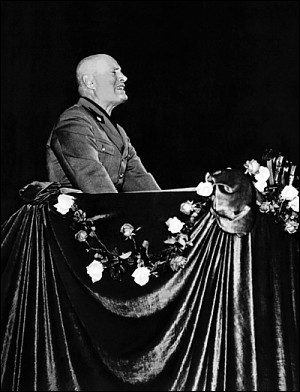
Муссолини во время искупительной речи

Искупительная речь (итал. discorso della riscossa) (также речь в Лирико (итал. discorso del Lirico), состоявшаяся 16 декабря 1944 года в Милане, в Лирическом театре (театр Ла Скала был разрушен бомбардировкой союзников в 1943 году), была последним крупным и вообще последним публичным выступлением Бенито Муссолини в качестве главы правительства Итальянской социальной республики.

## Исторический контекст
Наступление союзников на Итальянскую социальную республику было остановлено на Готской линии вдоль Тосканско-Эмилианских Апеннин в середине ноября по приказу британского генерала Харольда Александра. В итоге фронт застыл в 300 км от Милана.
Муссолини, который не выступал с публичными речами со времён антифашистского переворота 25 июля 1943 года, прибыл из Сало в театр Лирико в 11 часов. На выступление прибыло от 3000 до 4000 слушателей, в том числе многие высокопоставленные генералы, такие как Гвидо Буффарини-Гвиди, Алессандро Паволини, Ренато Риччи, Франческо Мария Барраку и Родольфо Грациани. Встреча не могла быть проведена в театре Ла Скала, так как последний был разрушен союзническими бомбардировками в предыдущем году.

## Речь и её следствия
Речь Муссолини была длинной, резкой и в некоторых отношениях неожиданной. Дуче намекнул, что с союзниками можно достичь компромисса, упомянул о пользе оппозиционных групп, при условии, однако, что они действуют в Италии, где двумя основными институтами являются республиканское устройство и экономическая социализация. Он выступал против короля, Бадольо, «предательского» перемирия, масонства и плутократических сил, обвиняя их в развязывании войны; он оправдывал ликование итальянского народа по случаю его свержения, тем, что они были обмануты иллюзиями окончания страданий от своих трусливых лидеров.
Искупительная речь была последней публичной реакцией на происходящие события уставшего и больного Муссолини, ставшего на тот момент не более чем заложником нацистов; тем не менее, она была широко освещена в средствах массовой информации: о ней в восторженной манере сообщила газета La Stampa.